# Kościół Świętych Apostołów Piotra i Pawła w Obrzycku
Kościół Świętych Apostołów Piotra i Pawła w Obrzycku – rzymskokatolicki kościół parafialny w mieście Obrzycko. Należy do dekanatu szamotulskiego.

## Historia
Jest to świątynia barokowa zbudowana w latach 1714–1756, ufundowana przez Władysława Radomickiego, kasztelana poznańskiego, i jego syna Józefa, starosty odolanowskiego, oraz Leona Raczyńskiego, kasztelana santockiego, wybudowana na planie krzyża greckiego według projektu Pompeo Ferrariego, rozbudowana w 1906 roku przez Rogera Sławskiego przez dobudowanie nawy. Budowla poświęcona w 1791 przez księdza Sanickiego, dziekana obornickiego i proboszcza połajewskiego. 

## Wyposażenie
Wyposażenie wnętrza w stylu rokokowym z końca osiemnastego stulecia, wyróżnić można obraz Eugenio Caxesa 'Ostatnia wieczerza' wykonany w 1609 roku przywieziony przez Atanazego Raczyńskiego z klasztoru Jerónimos w Guadalupe w Hiszpanii umieszczony na ścianie prawego ramienia transeptu i nagrobek zmarlego w 1823 arcybiskupa gnieźnieńskiego Ignacego Raczyńskiego wykonany w 1854 przez Ludwika Wilhelma Wichmana.